# فرودگاه شهری استورگیس (کنتاکی)
فرودگاه شهری استورگیس (کنتاکی) (به انگلیسی: Sturgis Municipal Airport (Kentucky)) یک فرودگاه همگانی بهره‌برداری هوایی است که یک باند فرود آسفالت دارد و طول باند آن ۱۵۲۴ متر است. این فرودگاه در کشور ایالات متحده آمریکا قرار دارد و در ارتفاع ۱۱۳ متری از سطح دریا واقع شده است.